# Parascaptor leucura
Parascaptor leucura is een zoogdier uit de familie van de mollen (Talpidae). De wetenschappelijke naam van de soort werd voor het eerst geldig gepubliceerd door Edward Blyth in 1850.

## Voorkomen
De soort komt voor in Bangladesh, Birma, India en China.